# Надбаре
Надбаре је насељено мјесто у Босни и Херцеговини у општини Фојница које административно припада Федерацији Босне и Херцеговине. Према попису становништва из 1991. у насељу је живјело 468 становника, док је према подацима са пописа 2013. ту живело 358 особа.